# Klamelisaurus

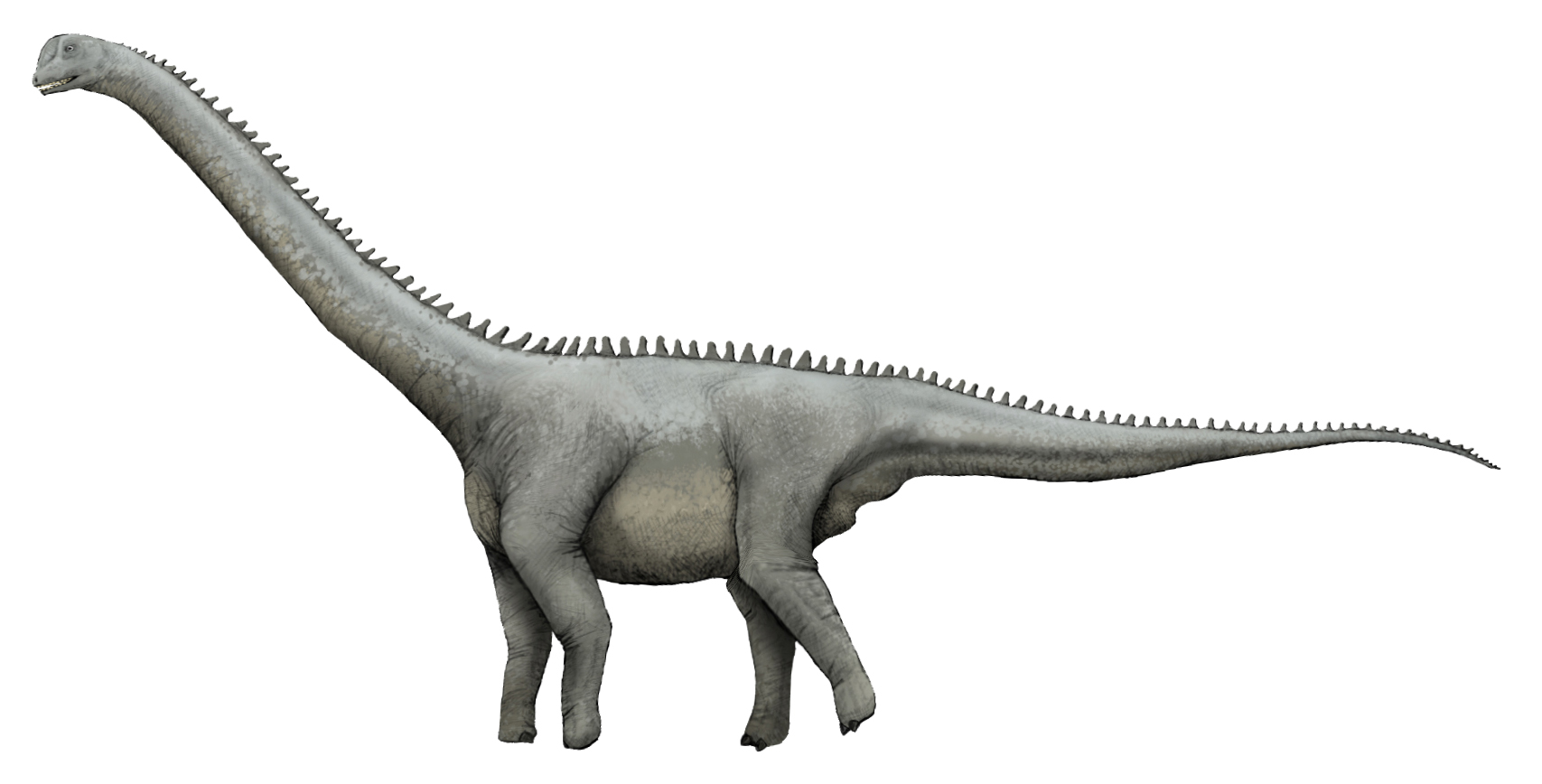
Klamelisaurus gobiensis

Klamelisaurus gobiensis is een plantenetende sauropode dinosauriër, behorend tot de Eusauropoda, die tijdens het late Jura leefde in het gebied van de huidige Volksrepubliek China.

## Vondst en naamgeving
Tussen 1981 en 1985 werden opgravingen verricht bij Kelamaili, ten noorden van Jiangjunmiao in het Junggarbekken van de provincie Xinjiang. Daarbij werden in 1982 de resten gevonden van een sauropode.
De typesoort Klamelisaurus gobiensis werd in 1993 benoemd en beschreven door Zhao Xijin. De geslachtsnaam is afgeleid van een alternatieve spelling van Kelamaili. De soortaanduiding verwijst naar de herkomst uit de Gobiwoestijn.
Het holotype, IVPP V9492, is gevonden in een laag van de Shishugouformatie die dateert uit het Oxfordien, ongeveer 160 miljoen jaar oud. Het bestaat uit een gedeeltelijk skelet zonder schedel. De vondst is tamelijk compleet; het voorste deel van de nek, de linkerschoudergordel, de linkervoorpoot en de voeten ontbreken. De kwaliteit van de fossielen is slecht en hun conditie verergerde nog tijdens het prepareren.
In 2010 suggereerde Gregory S. Paul dat Klamelisaurus slechts de volwassen vorm was van Bellusaurus.
In 2020 werd de soort opnieuw beschreven.

## Beschrijving

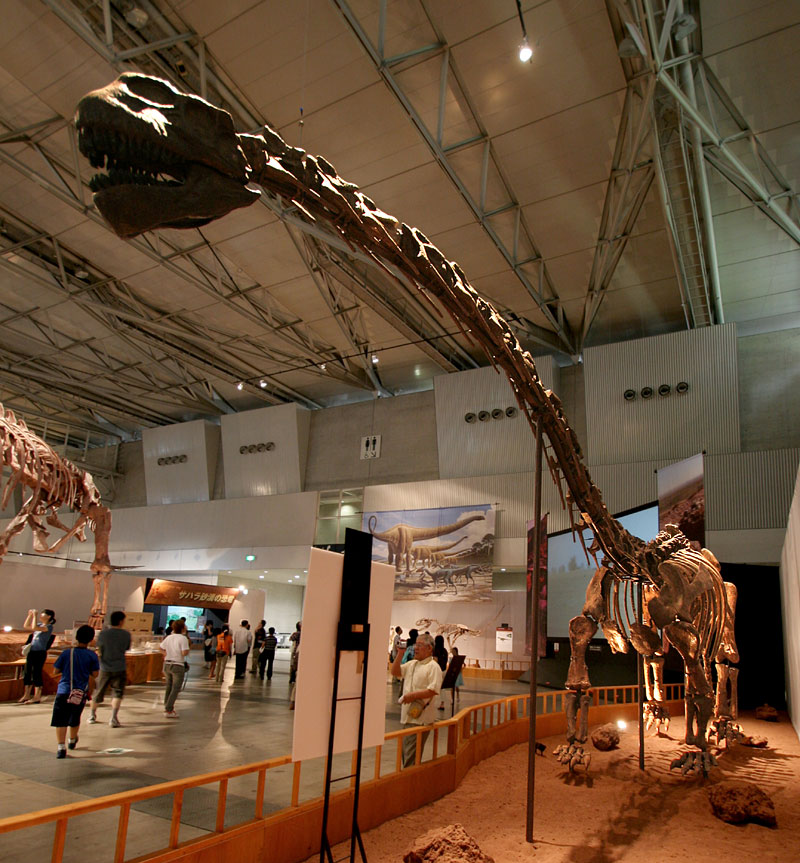
Klamelisaurus had vermoedelijk een zeer lange nek

### Grootte en onderscheidende kenmerken
Paul schatte in 2010 de lichaamslengte op vijftien meter, het gewicht op vijf ton.
Zhao gaf in 1983 een diagnose maar die is verouderd en geeft voornamelijk kenmerken die gedeeld worden met andere sauropoden in plaats van afwijkingen van verwanten — daarbij was het hem niet heel duidelijk wie dat precies waren. Als autapomorfie werd expliciet de bovenste verbreding van de ellepijp genoemd.

### Skelet
De halswervels, naar schatting zestien in getal, zijn langwerpig en hebben dunne beenwanden. Hun onderzijden zijn glad en hun zijkanten uitgehold. De laatste drie halswervels hebben gevorkte doornuitsteeksels. De nekribben zijn iets langer dan de wervellichamen. De nek heeft een geschatte lengte van zesenhalve meter. De voorste vijf ruggenwervels hebben ook gevorkte doornuitsteeksels. Daarnaast zijn ze gekield met ondiepe pleurocoelen. Een reeks van dertien ruggenwervels heeft een lengte van 255 centimeter. Het heiligbeen bestaat uit vijf vergroeide sacrale wervels met ruwe onderzijden. De doornuitsteeksels van de vier voorste wervels zijn vergroeid tot een supraneurale plaat. De voorste staartwervels zijn procoel; naar achteren worden ze amficoel. Het totale aantal werd geschat op zestig.

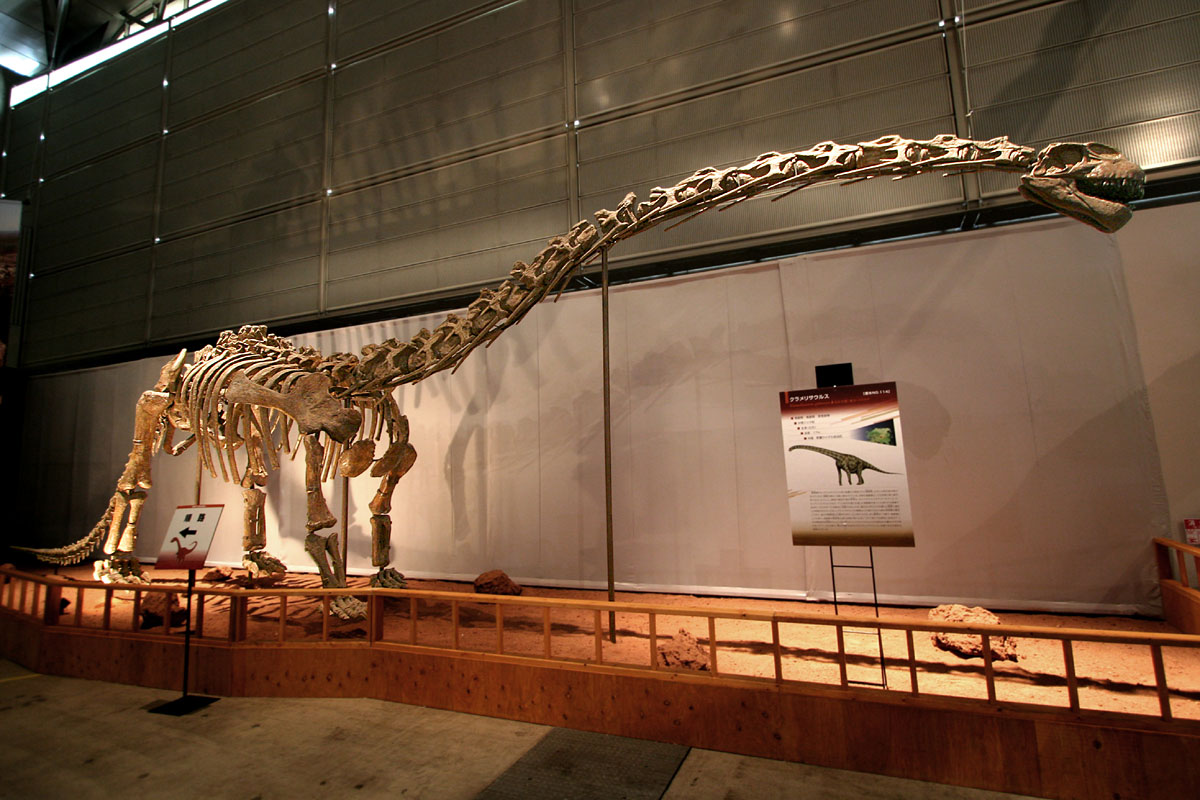
Bij Klamelisaurus is volgens Zhao alleen de vorm van de ellepijp echt onderscheidend

Het schouderblad is lang met 130 centimeter, tamelijk recht, en sterk ingesnoerd. Het ravenbeksbeen is trapeziumvormig met een slecht ontwikkeld foramen coracoideum.
Het opperarmbeen heeft een lengte van tweeënnegentig centimeter, is robuust, van voor naar achter kort, met afgeronde uiteinden waarvan de onderste niet zeer verbreed is en weinig ontwikkelde gewrichtsknobbels heeft. De deltopectorale kam steekt maar weinig uit. De ellepijp is bovenaan breder dan bij typische sauropoden van die periode, ondanks een dunne en zwak ontwikkelde processus olecrani. De lengte is zestig centimeter. Het rechte spaakbeen heeft een lengte van zesenvijftig centimeter. Twee polsbeenderen zijn gevonden waarvan de buitenste groot is, slank en naar buiten gebogen en een trapeziumvormige dwarsdoorsnede heeft. Het tweede carpale is kort en dik. Er zijn zeven vingerkootjes gevonden van variabele vorm. Er is een aantal klauwen gevonden waarvan het onduidelijk was of het hand- of voetklauwen waren. Ze hadden een lengte tot twintig centimeter en waren robuust, sterk gekromd en scherp.
In het bekken heeft het darmbeen een lengte van drieëntachtig centimeter, een recht bovenprofiel en een afgerond voorblad. Het schaambeen is robuust. Het zitbeen heeft een wat gebogen onderste uiteinde.
Het dijbeen heeft een lengte van 120 centimeter. De nek van de dijbeenkop is zwak ontwikkeld maar de vierde trochanter is juist opvallend, een richel op de achterrand met een lengte van vierentwintig centimeter. Het robuuste scheenbeen heeft een lengte van vierenzeventig centimeter. Het midden en de onderkant van de schacht hebben een doorsnede als een gelijkzijdige driehoek. Het onderste uiteinde is vrij slank met een doorsnede van negentien centimeter. Het kuitbeen is lang en slank met een lengte van zevenenzeventig centimeter en heeft geen opvallende crista fibularis. Het sprongbeen heeft een ruwweg rechthoekig profiel. Van het calcaneum is door erosie van het enig bewaard gebleven element weinig bekend.

## Fylogenie
Zhao paste een in 1993 al verouderde indeling van de Sauropoda op basis van tandvorm toe. Omdat er wat lepelvormige tanden bij het fossiel waren aangetroffen, zou Klamelisaurus tot de Bothrosauropodoidea behoren die zich zouden onderscheiden van de Homolosauropodoidea met stiftvormige tanden. Meer precies zou de soort tot de Brachiosauridae behoren en wegens zijn van Brachiosaurus afwijkende eigenschappen tot een nieuw benoemde eigen "onderfamilie" Klamelisaurinae. Omdat Klamelisaurus daarvan dan de enig bekende soort zou zijn, is dit begrip naar moderne inzichten overbodig. Klamelisaurus staat vermoedelijk basaal in de Eusauropoda, buiten de Neosauropoda. Volgens sommige analyses is het een lid van de Mamenchisauridae.